# Antoine Wenger
 (octobre 2024).
Pour les articles homonymes, voir Wenger.
Antoine Wenger, né le 2 septembre 1919 à Rohrwiller (Bas-Rhin) et mort le 22 mai 2009 à Draguignan (Var), est un ecclésiastique (Prêtre Assomptionniste), byzantiniste et historien français, éditorialiste à La Croix. 
Il est le fils de Charles Wenger, ouvrier, et de son épouse, née Philomène Gambel.
Nommé rédacteur en chef de La Croix en 1957, il sera pendant douze ans un témoin et acteur de la politique française et internationale, de la vie ecclésiale hexagonale et mondiale. Par la grâce de Mgr Jean Villot et de Paul VI, le P. Wenger sera ainsi le seul journaliste admis aux séances du Concile (sa chronique de Vatican II sert aujourd’hui encore de référence[réf. nécessaire]), remplira une mission en Chine au nom du Pape, contribuera à la rencontre historique[réf. nécessaire] entre celui-ci et le patriarche Athénagoras… Entre Rome et La Croix, il sera l’homme de la confiance sans faille.
En 1969, laissant le journal au tandem Lucien Guissard/André Géraud, il part pour Strasbourg retrouver ses amours premières pour l’enseignement des Pères de l'Église, tout en conservant dans La Croix une chronique hebdomadaire. En 1973, il est nommé conseiller ecclésiastique de l’ambassade de France près le Saint-Siège.

## Études
- Alumnat (grammaire et humanités) de Scherwiller
- Séminaires des religieux de l´Assomption, (Assomptionnistes)
- Faculté des lettres de Paris
- École pratique des hautes études (EPHE), Paris)
- École nationale des langues orientales vivantes (INALCO)
- Faculté de théologie catholique de Strasbourg  (Université Strasbourg II, Université Marc-Bloch)

## Diplômes
Docteur d'État en théologie (Strasbourg), licencié ès lettres (Paris Sorbonne), Diplômé d´études supérieures d´histoire (EPHE).

## Parcours professionnel
- Profession religieuse chez les Augustins de l'Assomption (Assomptionnistes) le 5 octobre 1937
- Ordonné prêtre le 29 juin 1943
- Membre de l'Institut français d'études byzantines (1946)
- Professeur de théologie orientale aux facultés catholiques de Lyon (1948-1962)
- Chargé de mission scientifique au Mont Athos (1955), où il découvre huit catéchèses baptismales inédites de saint Jean Chrysostome
- Rédacteur en chef (1957-1969) puis éditorialiste (1969-1973) de La Croix
- Envoyé spécial de La Croix à Rome durant le Concile Vatican II (1962-1965)
- Président de la Fédération internationale des éditeurs de journaux catholiques (1957-1965)
- Professeur à la faculté de théologie catholique de Strasbourg (1969-1973)
- Membre de l´Académie pontificale internationale d'études mariales (1950)
- Conseiller ecclésiastique de l'ambassade de France près le Saint-Siège (1973-1983)
- Expert auprès du Conseil pour les affaires publiques de l'Église (1983-1992)
- Consulteur du Conseil pontifical pour le dialogue avec les non croyants (1987-1992)
- Conseiller pour les affaires religieuses près l'ambassade de France à Moscou (Russie) (1992-1996)

## Publications
- L'Assomption de la Sainte-Vierge dans la tradition byzantine (1956)
- Catéchèses inédites de saint Jean Chrysostome (1957)
- La Russie de Khrouchtchev (1960)
- Chronique de Vatican II (4 vol.) (1963-66), éd. anglaise incomplète
- Le Défi du siècle aux Églises (1968)
- Rome et Moscou 1900-1950 (1987; trad. en russe, 2000)
- Le Cardinal Jean-Marie Villot (1905-1979), secrétaire d'État de trois papes (1989)
- Les Trois Rome, l'Église des années soixante (1991)
- Catholiques en Russie d'après les archives du KGB, 1920-1960 (1998)
- (it) La persecuzione dei cattolici in Russia. Gli uomini, i processi, lo sterminio. Dagli archivi del KGB (1999)

Articles notamment dans la Revue des études byzantines sur l'histoire et la pensée de l'Orient chrétien, avec plusieurs publications de textes inédits.

## Domaines étudiées
- œcuménisme, études byzantines, histoire de l'Église catholique en Russie (Union soviétique), patristique, diplomatie pontificale
- Anna Ivanovna (Dominicaines de Russie)

## Décorations
- Officier de la Légion d'honneur
- Commandeur de l'ordre national du Mérite
- Croix d'or de Saint-André du patriarcat de Constantinople